# Джонсон, Джон (игрок в американский футбол, 1995)
Джон Джонсон III (англ. John Johnson III, 19 декабря 1995, Хайатсвилл, Мэриленд) — профессиональный американский футболист, выступающий на позиции сэйфти в клубе НФЛ «Лос-Анджелес Рэмс».

## Биография
Джон Джонсон III родился 19 декабря 1995 года в Хайатсвилле в штате Мэриленд. Он младший из двух сыновей в семье Джона II и Тани Джонсонов. Во время учёбы в школе он был капитаном футбольной и баскетбольной команд. Летом 2012 года он объявил о намерении продолжить обучение и спортивную карьеру в Бостонском колледже. Одним из главных факторов при выборе университета для Джонсона стал уровень образования.

### Любительская карьера
Выступления в турнире NCAA Джонсон начал в сезоне 2013 года, сыграв в двенадцати матчах на позиции корнербека и в специальных командах. В своём втором сезоне он провёл восемь игр, пропустив концовку регулярного чемпионата из-за травмы руки, но приняв участие в Пинстрайп Боуле.
С 2015 года он стал игроком основного состава «Иглз». Он сыграл двенадцать матчей, девять на позиции сэйфти и три на месте корнербека. Джонсон сделал три перехвата, форсировал два фамбла и заблокировал один удар. Защита команды стала лучшей в NCAA по среднему количеству пропущенных за игру ярдов (254,3). В 2016 году тренеры перевели его на позицию фри сэйфти, где он провёл тринадцать игр. Джон стал лучшим в команде по общему числу захватов. В заключительном матче студенческой карьеры он установил личный рекорд, сделав 12 захватов. По итогам сезона Джонсон получил приглашение на Сеньор Боул, матч всех звёзд выпускников колледжей.

#### Статистика выступлений в NCAA
| Сезон | Команда             | Игры | Захваты | Захваты | Захваты | Захваты | Захваты | Перехваты | Перехваты | Перехваты | Перехваты | Перехваты | Фамблы | Фамблы | Фамблы | Фамблы |
| Сезон | Команда             | Игры | Solo    | Ast     | Tot     | Loss    | Sk      | Int       | Yds       | Y/R       | TD        | PD        | FR     | Yds    | TD     | FF     |
| ----- | ------------------- | ---- | ------- | ------- | ------- | ------- | ------- | --------- | --------- | --------- | --------- | --------- | ------ | ------ | ------ | ------ |
| 2013  | Бостон Колледж Иглз | 12   | 4       | 0       | 4       | 1,0     | 0,0     | 0         | 0         | 0,0       | 0         | 0         | 1      | 0      | 0      | 0      |
| 2014  | Бостон Колледж Иглз | 8    | 18      | 7       | 25      | 1,0     | 1,0     | 0         | 0         | 0,0       | 0         | 2         | 0      | 0      | 0      | 0      |
| 2015  | Бостон Колледж Иглз | 12   | 44      | 17      | 61      | 1,0     | 0,5     | 3         | 0         | 0,0       | 0         | 3         | 0      | 0      | 0      | 1      |
| 2016  | Бостон Колледж Иглз | 13   | 56      | 21      | 77      | 2,5     | 1,0     | 3         | 47        | 15,7      | 0         | 9         | 2      | 0      | 0      | 1      |
| Всего | Всего               | 45   | 122     | 45      | 167     | 5,5     | 2,5     | 6         | 47        | 7,8       | 0         | 14        | 3      | 0      | 0      | 2      |

### Профессиональная карьера
На драфте НФЛ 2017 года Джонсон был выбран клубом «Лос-Анджелес Рэмс» в третьем раунде под общим 91 номером. Анализируя выбор, обозреватель газеты Orlando Sentinel Гэри Клейн главной причиной такого выбора называл нехватку глубины состава «Рэмс» на позициях сэйфти и корнербека. Джон во время выступлений в колледже играл на обоих местах. Такая универсальность должна была способствовать его быстрой адаптации в схему игры 3—4 координатора защиты команды Уэйда Филлипса.
В своём дебютном сезоне в НФЛ Джонсон сыграл во всех шестнадцати матчах регулярного чемпионата. В игре пятой недели против «Сиэтла» он впервые вышел в стартовом составе, отличившись перехватом и возвратом на 69 ярдов. В 2018 году он стал вторым в команде по количеству захватов (118) и лучших по числу перехватов (4). Самым ярким моментом года для него стал перехват в финальном матче НФК против «Нью-Орлеан Сэйнтс», после победы в котором «Рэмс» вышли в Супербоул LIII. 
В регулярном чемпионате 2019 года Джонсон сыграл всего в шести матчах, пропустив большую часть сезона из-за травмы плеча.

#### Статистика выступлений в НФЛ

##### Регулярный чемпионат
| Сезон | Команда           | Игры | Захваты | Захваты | Захваты | Захваты | Захваты | Перехваты | Перехваты | Перехваты | Перехваты | Перехваты | Фамблы | Фамблы | Фамблы | Фамблы |
| Сезон | Команда           | Игры | Solo    | Ast     | Tot     | Loss    | Sk      | Int       | Yds       | Y/R       | TD        | PD        | FR     | Yds    | TD     | FF     |
| ----- | ----------------- | ---- | ------- | ------- | ------- | ------- | ------- | --------- | --------- | --------- | --------- | --------- | ------ | ------ | ------ | ------ |
| 2017  | Лос-Анджелес Рэмс | 16   | 56      | 19      | 75      | 1       | 0,0     | 1         | 69        | 69,0      | 0         | 11        | 0      | 0      | 0      | 0      |
| 2018  | Лос-Анджелес Рэмс | 16   | 82      | 37      | 119     | 3       | 0,0     | 4         | 46        | 11,5      | 0         | 11        | 0      | 0      | 0      | 1      |
| 2019  | Лос-Анджелес Рэмс | 6    | 24      | 27      | 51      | 2       | 0,0     | 2         | 0         | 0,0       | 0         | 2         | 0      | 0      | 0      | 0      |
| 2020  | Лос-Анджелес Рэмс | 13   | 58      | 30      | 88      | 2       | 0,0     | 1         | 0         | 0,0       | 0         | 8         | 0      | 0      | 0      | 0      |
| Всего | Всего             | 51   | 220     | 113     | 333     | 8       | 0,0     | 8         | 115       | 14,4      | 0         | 32        | 0      | 0      | 0      | 1      |

* На 17 декабря 2020 года

##### Плей-офф
| Сезон | Команда           | Игры | Захваты | Захваты | Захваты | Захваты | Захваты | Перехваты | Перехваты | Перехваты | Перехваты | Перехваты | Фамблы | Фамблы | Фамблы | Фамблы |
| Сезон | Команда           | Игры | Solo    | Ast     | Tot     | Loss    | Sk      | Int       | Yds       | Y/R       | TD        | PD        | FR     | Yds    | TD     | FF     |
| ----- | ----------------- | ---- | ------- | ------- | ------- | ------- | ------- | --------- | --------- | --------- | --------- | --------- | ------ | ------ | ------ | ------ |
| 2017  | Лос-Анджелес Рэмс | 1    | 4       | 2       | 6       | 0       | 0,0     | 0         | 0         | 0,0       | 0         | 0         | 0      | 0      | 0      | 0      |
| 2018  | Лос-Анджелес Рэмс | 3    | 12      | 6       | 18      | 0       | 0,0     | 1         | 0         | 0,0       | 0         | 1         | 0      | 0      | 0      | 0      |
| Всего | Всего             | 4    | 16      | 8       | 24      | 0       | 0,0     | 1         | 0         | 0,0       | 0         | 1         | 0      | 0      | 0      | 0      |